# Hokianga
Le Hokianga est une zone entourant le port de Hokianga (Hokianga Harbor) et la rivière Hokianga qui forme une longue vallée estuarienne sur la côte ouest au nord de l'île du Nord en Nouvelle-Zélande.
Le nom original, encore utilisé par les Maoris, est Te Kohanga o Te Tai Tokerau (« le nid des peuples du nord ») ou Te Puna o Te Ao Marama (« la source du clair de lune »). Le nom complet du port est Te Hokianga-nui-a-Kupe  — « le lieu du grand retour de Kupe ».

## Géographie
Le Hokianga se trouve dans le district du Far North, qui fait partie de la région du Northland. La zone est à 120 kilomètres au nord-ouest de la ville de Whangarei et à 40 kilomètres à l'ouest de Kaikohe - par la route. L'estuaire s'étend à l'intérieur des terres sur 30 kilomètres à partir de la mer de Tasmanie. Il est navigable pour les petites embarcations sur une grande partie de sa longueur, bien qu'il y ait une barre en travers de l'embouchure. Dans son cours supérieur, le Rangiora Narrows sépare les embouchures des rivières Waihou et Mangamuka des parties inférieures du port.
Il y a 12 000 ans, le Hokianga était une vallée fluviale flanquée de collines abruptes recouvertes de brousse. Alors que la dernière période glaciaire régressait, l'élévation spectaculaire du niveau de la mer a lentement inondé la vallée, la transformant en un port d'eau salée avec de nombreux mouillages abrités en eau profonde. C'est de là que partit l'explorateur Kupe et, en 1822, les premiers entrepreneurs européens du bois s'y installèrent. Les baleines franches australes fréquentaient peut-être la baie historiquement, avant l'épuisement important de l'espèce causé par la chasse commerciale et illégale. Aujourd'hui, les grandes baleines sont rarement vues dans la baie, bien que le port soit une zone très appréciée pour observer les petits dauphins et les épaulards.
De nombreuses petites îles parsèment l'Hokianga, notamment l'île Ruapapaka, l'île Motukaraka et l'île To Motu, cette dernière étant le site d'un ancien pā.